# Шарл Дени Бурбаки
Шарл Бурбаки (22. април 1816 – 22. септембар 1897) је био француски генерал.

## Биографија
Учествовао је у Кримском рату као бригадни генерал. Учествовао је и у бици код Солферина 1859. године. У почетној фази Немачко-француског рата, командовао је Царском гардом с којом је учествовао у бици код Вионвила и у одбрани Меца. Успео је да се извуче из опседнутог града. Поверена му је организација Северне армије, а убрзо је примио команду над Другом лоарском армијом. С њом је пребачен на исток где је формирао Источну армију која је добила задатак да деблокира Белфор и пресече немачку везу са Рајном. Задатак није успео да изврши због лошег квалитета армије. Након битке на Лиземи, противно захтеву француске владе, започео је повлачење према Швајцарској. После рата је био командант корпуса у Лиону.